# إيقاد (منظمة)

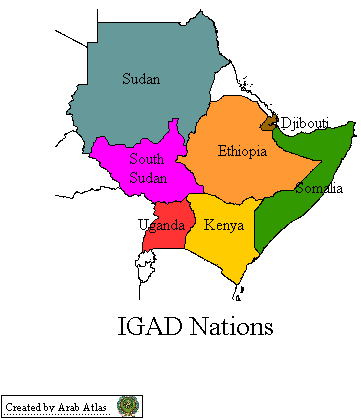
الدول الأعضاء

الهيئة الحكومية للتنمية (IGAD) هي منظمة شبه إقليمية في أفريقيا مقرها دولة جيبوتي، تأسست في عام 1996 فحلت محل السلطة الحكومية الدولية للإنماء والتصحر (IGADD) التي أنشئت عام 1986، وكان إنشاء السلطة الحكومية عام 1986 هدفه مقاومة الجفاف والتصحر الذي كانت تعاني منه عدد من الدول الأفريقية مثل: جيبوتي ، السودان ، الصومال ، كينيا ، وغيرها. وفي عام 1996 اجتمع الدول الأعضاء في نيروبي واتفقوا على تعديل ميثاق المنظمة وتغيير اسمها إلى الهيئة الحكومية للتنمية.وكانت ترأس المنظمة السودان. الي عام 2024 ,حين تقدم رئيس القوات المسلحه السودانيه (البرهان) بتجميد عضوية السودان

## الدول الأعضاء
تتكون منظمة الإيجاد من ثماني دول هي: جيبوتي ، السودان ، جنوب السودان ، الصومال ، كينيا ، أوغندا ، إثيوبيا ، و إريتريا المنضمة حديثاً.

## أهداف المنظمة
يدور العمل في المنظمة حول ثلاثة محاور رئيسية هي :
- الأمن الغذائي وحماية البيئة.
- الحفاظ على الأمن والسلام وتعزيز حقوق الإنسان.
- التعاون والتكامل الاقتصادى.

ولهذا فإن المنظمة تسعى بالتعاون مع الدول الأعضاء إلى تحقيق عدد من الأهداف تتمثل في :
- تعزيز استراتيجيات التنمية المشتركة وتنسيق عدد من السياسات الاقتصادية والاجتماعية والتكنولوجية والعلمية.
- تعزيز القدرة على جذب الاستثمار الأجنبي.
- التنسيق بين السياسات المتعلقة بالتجارة والجمارك، والنقل، والاتصالات، والزراعة، والموارد الطبيعية، وتعزيز حرية حركة السلع والخدمات .
- تطوير وتحسين البنية التحتية في مجالات الاتصالات والنقل والطاقة في المنطقة .